# Arsinoe III
Arsinoe III Filidelfia, född 246 eller 245 f.Kr., död 204 f.Kr., var drottning i ptolemeiska riket från 220–till 204 f.Kr.. Hennes tillnamn Filidelfia betyder "Den som älskar sin far".  

## Biografi
Arsinoe III var dotter till Ptolemaios III Euergetes och Berenike II. Hennes förändrar avled båda 221 f.Kr och efterträddes av hennes minderårige bror, som stod under förmynderskap av ministrarna Sosibios och Agathokles. 
Hon gifte sig enligt traditionen med sin bror Ptolemaios IV Filopator mellan slutet av oktober och början av november året därpå, och blev därmed hans medregent. Arsinoe III deltog i styrelsen av landet så långt Sosibios tillät. Under Ptolemaios IV:s regeringstid låg makten helt i händerna på hans ministrar Sosibios och Agathokles, som var hans regenter under hans minderårighet och behöll makten även sedan han blivit myndig. 
Arsinoë III ska enligt antika källor år 217 f.Kr. personligen ha deltagit i slaget vid Rapheia mot Seleukiderna, så hon själv red i spetsen för infanteri och kavalleri. Enligt vissa källor inleddes denna incident då den egyptiska armén hade demoraliserats av ständiga nederlag mot seleukiderna. Ptolemaios ledde då fram Arsinoe framför hären, och ska sedan ha gråtande och med utslaget hår ha vädjat till dem att strida för sina hustrur och barns skull. Under samma krig var hon också närvarande då Ptolemaios krävde att få släppas in i judarnas tempel i Jerusalem, något som enligt bibeln påstår bestraffades av Guds hand. 
Hon födde Ptolemaios V kring år 210 f.Kr. Sommaren 204 f.Kr avled Ptolemaios IV. Hon blev genom hans död ensam härskare. Inte långt därefter mördades Arsinoe III i en palatskupp, enligt uppgift av en man vid namn Philamon på order av Sosibios, som fruktade hennes hämnd. Hon måste ha mördats mycket kort tid efter sonens tronbestigning, eftersom hennes son kröntes framför urnorna av båda sina föräldrars aska. Arsinoe III hade blivit populär under sin livstid, och nyheten om hennes död ledde till upplopp. 